# Dębie (Silésie)
Pour les articles homonymes, voir Dębie.
Dębie (prononciation : [ˈdɛmbjɛ]) est une localité polonaise de la gmina de Popów, située dans le powiat de Kłobuck en voïvodie de Silésie.